# Sierakowska sieć szlaków rowerowych
Sierakowska sieć szlaków rowerowych – sieć pięciu szlaków rowerowych, wytyczonych na terenie gminy Sieraków w kwietniu i maju 2006 roku. Ich łączna długość wynosi 105 km. Sierakowskie szlaki zostały poprowadzone drogami leśnymi, polnymi i publicznymi o małym natężeniu ruchu. Są one tak wytyczone, aby z każdego miejsca wrócić do miasta Sierakowa. Tablica schematu szlaków znajduje się w centrum rynku, w pobliżu pomnika. Osią szlaków turystyki rowerowej w gminie Sieraków jest istniejący od kilku lat szlak czarny R8, który wiedzie z Poznania do Międzychodu. Wokół niego wytyczone zostały szlaki gminne. Są one tak zaprojektowane, aby gminy sąsiednie mogły w przyszłości – po stworzeniu własnych – połączyć się z nimi w jeden duży system szlaków rowerowych Pojezierza Międzychodzko-Sierakowskiego.
Wytyczono 5 tras rowerowych przebiegających głównie przez gminę Sieraków:
| Szlak                    | Nazwa                    | Długość | Trasa |
| ------------------------ | ------------------------ | ------- | --- |
| szlak rowerowy zielony   | Szlak „Do Stada”         | 0,6 km  | Sieraków – rynek (0 km) → Muzeum „Zamek Opalińskich” (0,3 km) → Stado Ogierów (0,6 km) |
| szlak rowerowy żółty     | Szlak „Krajobrazowy”     | 21,7 km | Góra (0 km) → „Jaskółcza Skarpa” (0,1 km) → Jezioro Jaroszewskie (0,9 km) → Jaroszewo (2,5 km) → rez. „Buki nad Jeziorem Lutomskim” (5,6 km) → Lutomek (6,8 km) → Lutom (9,8 km) → Kaczlin (14,9 km) → leśniczówka „Tuchola” (17,1 km) → Tuchola (18,8 km) → „R8” (21,7 km) |
| szlak rowerowy niebieski | Szlak „Dzikich Zakątków” | 18 km   | Bucharzewo „Chata Zbójców” (0 km) → jez. Niedziółka (4,2 km) → Piaski (5,4 km) → leśniczówka „Góra” (9,5 km) → leśniczówka „Ławica” (13,1 km) → Jezioro Ławickie (14,9 km) → „R8” (18 km) |
| szlak rowerowy czerwony  | Szlak „Akademicki”       | 41,5 km | Jaroszewo (0 km) → Jezioro Jaroszewskie (0,1 km) → Sieraków (2,7–3,7) → „Piaski” (3,8–4,8 km) → Marianowo (Dąb „Józef”; „Marianówka”) (6,6–7,2 km) → Kobylarnia (10,2 km) → Chorzępowo (13,2 km) → jez. Barlin (16,2–17,6 km) → „Matecznik” Błota (22,9 km) → leśniczówka „Pławiska” (mogiła powstańcza, wieża przeciwpożarowa) (26,7–28,9 km) → leśniczówka „Lichwin” (31,8 km) → Jezioro Lichwińskie (31,9 km) → Jeziorno (34,4 km) → leśniczówka „Samita” (39,6 km) → Bucharzewo: „Bukowce”; „Chata Zbójców” (41,5 km) |
| szlak rowerowy czarny    | Szlak „Przez Prom”       | 7,1 km  | Chorzępowo (0 km) → Zatom Nowy (1,7 km) → prom na Warcie (1,9 km) → Zatom Stary (2,2 km) → Ławica (7,1 km) |

## Szlak „Do Stada”
Zielony szlak rowerowy „Do Stada” – najkrótszy szlak rowerowy gminy. W Muzeum – Zamku Opalińskich znajdują się unikalne sarkofagi i ciekawe wystawy. W Stadzie organizowane są jazdy wierzchem, przejażdżki bryczkami, zwiedzanie zabytkowych stajni. W planach także budowa restauracji. Dobrze zaplanowany pobyt na tym szlaku może być ciekawy i aktywny.

### Trasa
| Odległość [km] | Miejsce                             | Elementy na trasie | Zdjęcie | Skrzyżowania szlaków                             |
| -------------- | ----------------------------------- | ------------------ | ------- | ------------------------------------------------ |
| 0,0            | Sieraków rynek                      |                    |         | Szlak „Dzikich Zakątków” pieszy PTTK pieszy PTTK |
| 0,3            | Sieraków muzeum „Zamek Opalińskich” |                    |         |                                                  |
| 0,6            | Sieraków Stado Ogierów              |                    |         |                                                  |

## Szlak „Krajobrazowy”
Żółty szlak rowerowy „Krajobrazowy” – urozmaicony i bardzo ciekawy szlak pod względem widokowym. Miejscami wiedzie przez dzikie tereny. Po drodze znajdują się obszary chronione przyrodniczo. Podczas podróży tym szlakiem można kupić świeże ryby oraz zaznać kąpieli w miejscowych jeziorach.

### Trasa
| Odległość [km] | Miejsce                            | Elementy na trasie | Zdjęcie | Skrzyżowania szlaków           |
| -------------- | ---------------------------------- | ------------------ | ------- | ------------------------------ |
| 0,0            | Góra                               |                    |         | pieszy PTTK R8 „SSJ”           |
| 0,1            | „Jaskółcza Skarpa”                 |                    |         |                                |
| 0,9            | Jezioro Jaroszewskie               |                    |         |                                |
| 0,9            | Jaroszewo                          |                    |         | Szlak „Akademicki” pieszy PTTK |
| 5,6            | rez. „Buki nad Jeziorem Lutomskim” |                    |         | pieszy PTTK                    |
| 6,8            | Lutomek                            |                    |         |                                |
| 9,8            | Lutom                              |                    |         | pieszy PTTK                    |
|                | Ryżyn                              |                    |         | R8 „SSJ”                       |
| 14,9           | Kaczlin                            |                    |         |                                |
| 17,1           | leśniczówka „Tuchola”              |                    |         | pieszy PTTK                    |
| 18,8           | Tuchola                            |                    |         |                                |
| 21,7           | i                                  | R8 „SSJ”           |         | R8 „SSJ” pieszy PTTK           |

## Szlak „Dzikich Zakątków”
Niebieski szlak rowerowy „Dzikich zakątków” – jadąc szlakiem, można porównać jednolite bory Puszczy Noteckiej z urozmaiconymi lasami rosnącymi między Górą, Ławicą, a Chalinem. W części wiodącej do Sierakowa szlak prowadzi między Wartą a Puszczą Notecką. Okresowo podczas susz piaszczyste fragmenty puszczańskiego odcinka drogi sprawiają trudności turystom rowerowym. Na trasie szlaku leży Sieraków z ciekawymi obiektami Kościoła Pobernardyńskiego, Muzeum – Zamku Opalińskich i Stada Ogierów. Druga część szlaku urzeka pięknymi lasami i Jeziorem Ławickim.

### Trasa
| Odległość [km] | Miejsce                    | Elementy na trasie | Zdjęcie | Skrzyżowania szlaków           |
| -------------- | -------------------------- | ------------------ | ------- | ------------------------------ |
| 0,0            | Bucharzewo „Chata Zbójców” |                    |         | pieszy PTTK pieszy PTTK        |
| 4,2            | jez. Niedziółka            |                    |         |                                |
| 5,4            | Piaski                     |                    |         | pieszy PTTK                    |
| 6,1            | Sieraków                   |                    |         | pieszy PTTK Szlak „Akademicki” |
| 9,5            | leśniczówka „Góra”         |                    |         | pieszy PTTK pieszy PTTK (III)  |
| 12,5           | Ławica                     |                    |         | pieszy PTTK Szlak „Przez Prom” |
| 14,9           | Jezioro Ławickie           |                    |         | R8 „SSJ”                       |
| 18,0           | Popowo R8 „SSJ”            | R8 „SSJ”           |         | R8 „SSJ” pieszy PTTK           |

## Szlak „Akademicki”
Czerwony szlak rowerowy „Akademicki” – najdłuższy ze szlaków. Dla początkujących szlak trudny. Wiedzie w większości leśnymi drogami Puszczy Noteckiej, dzięki czemu można poznać specyfikę jej rozległych borów. Trasę urozmaica kilka puszczańskich jezior, widoczne źródliska, ścieżki i punkty dydaktyczne, okresowo jagody i grzyby, a także miejsce pamięci narodowej. Szlak czerwony nadaje się do całodniowej niespiesznej wędrówki rowerowej. Idealnymi miejscami postoju, noclegu, wyżywienia są stacje turystyczne „Chata Zbójców” w Bucharzewie oraz „Matecznik” na Błotach, które zachowały atmosferę schronisk studenckich.

### Trasa
| Odległość [km] | Miejsce                                                | Elementy na trasie | Zdjęcie | Skrzyżowania szlaków                          |
| -------------- | ------------------------------------------------------ | ------------------ | ------- | --------------------------------------------- |
| 0,0            | Jaroszewo                                              |                    |         | pieszy PTTK R8 „SSJ”                          |
| 0,1            | Jezioro Jaroszewskie                                   |                    |         | pieszy pieszy PTTK                            |
| 2,7 – 3,7      | Sieraków                                               |                    |         | pieszy PTTK R8 „SSJ” Szlak „Dzikich Zakątków” |
| 3,8–4,8        | Piaski                                                 |                    |         | pieszy PTTK                                   |
| 6,6–7,2        | Marianowo Dąb „Józef” Ścieżka dydaktyczna „Marianówka” |                    |         | pieszy PTTK                                   |
| 10,2           | Kobylarnia                                             |                    |         | pieszy PTTK                                   |
| 13,2           | Chorzępowo                                             |                    |         | pieszy PTTK                                   |
| 16,2 – 17,6    | jez. Barlin                                            |                    |         | pieszy PTTK                                   |
| 22,9           | „Matecznik” Błota                                      |                    |         | pieszy PTTK                                   |
| 26,7 – 28,9    | leśniczówka „Pławiska”                                 |                    |         | pieszy PTTK                                   |
| 31,8           | leśn. Lichwin                                          |                    |         | pieszy PTTK                                   |
| 31,9           | Jezioro Lichwińskie                                    |                    |         | pieszy PTTK                                   |
| 34,4           | Jeziorno                                               |                    |         | pieszy PTTK                                   |
| 39,6           | leśn. Samita                                           |                    |         | pieszy PTTK                                   |
| 41,5           | Bucharzewo Bukowiec: „Chata Zbójców”                   |                    |         | pieszy PTTK Szlak „Dzikich Zakątków”          |

## Szlak „Przez Prom”
Czarny szlak rowerowy „Przez Prom” – trasa łącząca szlak czerwony  z niebieskim . Po drodze znajduje się duża atrakcja – prom zastępujący most na Warcie. Część trasy – od przejazdu kolejowego do Ławicy to ciekawe krajobrazowo i odludne tereny.

### Trasa
| Odległość [km] | Miejsce                   | Elementy na trasie | Zdjęcie | Skrzyżowania szlaków |
| -------------- | ------------------------- | ------------------ | ------- | -------------------- |
| 0,0            | Chorzępowo                |                    |         | Szlak „Akademicki”   |
| 1,7            | Zatom Nowy                |                    |         | pieszy PTTK          |
| 1,9            | Prom śródlądowy na Warcie |                    |         |                      |
| 2,2            | Zatom Stary               |                    |         | pieszy PTTK          |
| 7,1            | Ławica                    |                    |         | pieszy PTTK          |